# 藤田小姐
藤田小姐（日语：シーイズトウショウ）是日本純種競賽馬匹 。生涯活躍於短途賽事，勝出人馬錦標及兩次CBC賞，同時亦在函館短途錦標中達成連霸。

## 競賽生涯
2000年4月2日出生於北海道靜內町（今新日高町）藤正牧場，所有權歸於牧場母公司藤正產業旗下。
其後交由栗東訓練中心練馬師鶴留明雄訓練。

### 2歲
2002年8月17日出戰小倉競馬場2歲新馬戰，雖然保持於先頭有利位置且在直路上跑出全場最快末腳速度，但最終仍然以第二落敗。
其後出戰第二次2歲新馬戰，本次比賽於出閘後隨即衝出展開領放，於直路上繼續維持穩定的走勢，最終力拒對手的來襲取得勝利。
9月15日出戰公開賽野路菊錦標，選擇於第四、五左右的位置中推進，但在直路上始終未能迫近前方領放的Clandestine，最終被拉開下取得第二。
1個月後以條件戰龍膽賞作為目標，選擇在靠前的位置推進下在直路開始尋找位置加速，但於直路上未能以最佳的反應衝刺，最終以第三落敗。
11月3日出戰夢幻錦標，比賽初段保持穩定的節奏維持在第五左右的位置，進入直路後隨即加速衝刺，但仍然無法壓制大熱門Peace of World，最終被對手拋離1 1/4馬位落敗。
年末以一級賽阪神兩歲牝馬錦標作為目標，本次比賽於初段保持在第六的位置，通過彎道時開始逐步發力上前，但在最後彎道至直路之間開始力弱後退，最終敗於Peace of World、Yamakatsu Lily及Blanc Pur取得第四。

### 3歲
2003年年初出戰公開賽紅梅錦標，保持於中後方位置等待時機下在直路處逐步由中外檔加速上前，但未能追上愛如往昔及Montparnasse下以第三落敗。
其後出戰鬱金香賞，本次比賽重拾先行戰術，一直維持在第二、三的位置穩步推進。進入直路後，其嘗試展開突圍以求堅守領先的優勢，但被對手逐步追過下最終以第四落敗。
4月13日按照計劃出戰櫻花賞，比賽初段繼續採用先頭戰術，保持在第二、三的位置跟隨領放馬Montparnasse推進，在第四彎道開始鑽入內欄位置取位加速。進入直路後，其繼續保持在內欄位置逐步加速透出，但最終未能抵擋外側愛如往昔的攻勢下被對手以1 1/2馬位差距擊敗，以第二的戰績完賽。
5月繼續出戰優駿牝馬（日本橡樹大賽），雖然比賽初段一直處於有利位置等待時機，但在直路上開始力弱未能加速上前，最終以第十二大敗。
休養過後於秋季復出出戰公開賽，但三場賽事均未能取勝，在港灣人工島錦標、福島民友盃及仙女座錦標分別以第五、第三及第二落敗。
12月21日出戰二級賽CBC賞，由於主戰騎師池添謙一選擇策騎陽光谷，因而其改為來自笠松競馬場的騎師安藤光彰執繮。比賽開始後，其以穩定的步伐在先頭集團取位，後續落於內欄第六的遮擋位置逐步推進。進入直路後，其迅速由馬群之間透出並展開不俗的加速，超越前方的波城茶座下亦能阻止金霸主的追擊，以1/2馬位優勢取得首個分級賽冠軍，亦為安藤帶來首個中央分級賽頭馬。

### 4歲
2004年年初以京都牝馬錦標作為首戰，本次比賽保持在約莫第三的位置展開推進，然而在直路上未能全力加速，最終過於均速下以第四落敗。
3個星期後出戰阪急盃，繼續採用先頭戰術在第三的位置推進，在直路上其嘗試加速透出並一度取得領先，但最終在最後一步時被衝出的陽光谷超越，以頭位差距憾負。
3月28日出戰春季大目標高松宮紀念，比賽初段維持在先頭第六的位置，但在彎道時開始抽出中外檔望空加速。進入直路後，其繼續以過彎時候的走勢進行衝刺，但最終未能戰勝陽光谷、多旺達、堅蘭天鵝及飛箭取得第五。
放草後在夏季復出出戰函館短途錦標，一直處於先頭有利位置下於彎道處逐步加速上前，同時進入衝刺狀態。進入直路後，其隨即一舉發力取得領先，後續繼續衝刺下帶離後方對手，以1 3/4馬位優勢取得第二個分級賽冠軍。
10月3日出戰短途馬錦標，然而面對因天雨造成的爛地下無法順利在直路加速衝出，最終以第七落敗。
其後年間餘下的賽事亦未能維持優勢表現，在天鵝錦標、仙女座錦標及CBC賞中分別以第六、第五及第七落敗。

### 5歲
2005年休養至5月復出出戰公開賽谷川岳錦標，比賽初段進佔先頭位置推進，但再直路被稍為壓迫下以第四落敗。
3星期後出戰愛知電視公開賽，迅速進佔位置下於內欄穩步推進，在彎道處經已超越其他對手取得明顯優勢。進入直路後，其繼續在前往位置展開加速衝刺，最終以1 1/4馬位戰勝秀麗湖取得冠軍。
7月3日以函館短途錦標作為目標，順利出閘下保持在第二的位置，處於領放馬Deep Summer的後方推進。進入直路後，其開始逐步加速超越前方對手，不斷衝刺下成功取得領先，同時亦阻止Bold Brian的追擊率先衝線達成連霸。
休養過後在9月出戰短途馬錦標，然而受到上仗疲倦殘留的營養，其體重大幅下降30公斤，最終亦未能在比賽中發揮實力，以第十二大敗。
11月27日出戰仙女座錦標作為調整，雖然狀態稍微回復，但仍然以第九落敗。
年末，其再度挑戰CBC賞，維持在先頭位置逐步推進下於直路開始加速衝前，但未能壓制和其纏鬥的大徵兆之餘，其被爆發末腳速度的Kanetsu Tenby超越，最終以第三完賽。

### 6歲
2006年3月以海洋錦標作為首戰，但在直路上受到阻滯下一直墮後，最終以第九落敗。
其後挑戰一級賽高松宮紀念，本次比賽出閘順暢下一直在內欄位置推進，在最後彎道開始發力上前。進入直路後，其迅速以不俗的分阿盈展開加速，跑出不俗的末腳速度下僅於後段被我情可待及萊茵力量超越取得季軍。
4月8日嘗試增程出戰阪神牝馬錦標，然而選擇領放之下在直路上逐漸乏力後退，最終以第六落敗。
6月11日出戰改期後的CBC賞，比賽初段仍然採用拿手的前置戰術，保持在約莫第三、四的位置推進。進入直路後，其迅速爬升上前進佔領先位置，後續繼續壓制對手下成功以1馬位優勢取得勝利，同時亦成為首匹在同一賽事降格前及降格後均勝出過的賽駒。
夏季其未有前往休息，而是選擇出戰夏季短途系列的首關函館短途錦標，同時劍指三連霸。比賽開始後，其因為稍為出閘不順而保持在中團位置，但於通過彎道時開始逐步上前加速。進入直路後，其繼續保持過彎時的走勢開始衝刺，可惜在中後段被大外檔強閘的女神之路超越，敗於對手取得第二。
其後出戰堅蘭盃，比賽途中仍然使用前置戰術，保持在第二的位置下在直路瞬間透出，但在末段無法堅守優勢下被開心笑超越再度以第二落敗。
9月10日出戰人馬錦標，比賽初段穩步維持在第四左右的位置推進，於彎道處開始逐步取位並移動出外檔。進入直路後，其隨即在中外檔位置進入望空狀態，一舉衝刺下在中段成功超越領先的澳洲代表兼併目標，最終拉開對手3馬位取得勝利，同時以22分成為夏季短途系列的首位冠軍。
然而在其後的短途馬錦標，其因為過於緊湊的賽程而導致狀態下滑，最終在直路未能發揮衝刺力而以第八落敗。
12月選擇遠征香港出戰香港短途錦標，然而狀態問題完全未有解決下無法發揮表現，最終取得第十的戰績。

### 7歲
2007年年初直接出戰高松宮紀念，但選擇前置戰術下在直路逐步失速，最終僅跑獲第八的戰績。
賽後，陣營考慮的狀態及年齡，決定安排其退役。

### 詳細賽績
| 日期       | 舉辦國家/地區 | 馬場 | 距離   | 級別 | 賽事名稱         | 負重 | 騎師       | 馬號 | 出馬 | 名次 | 時間   | 頭馬（二馬）     |
| ---------- | ------------- | ---- | ------ | ---- | ---------------- | ---- | ---------- | ---- | ---- | ---- | ------ | ---------------- |
| 17/8/2002  | 日本          | 小倉 | 草1000 |      | 2歲新馬          | 50   | 服部剛史   | 3    | 8    | 2    | 0:58.4 | Marubutsu Tycoon |
| 25/8/2002  | 日本          | 小倉 | 草1200 |      | 2歲新馬          | 50   | 服部剛史   | 12   | 14   | 1    | 1.10.3 | （Shuttle Fuji） |
| 15/9/2002  | 日本          | 阪神 | 草1600 | OP   | 野路菊錦標       | 54   | 池添謙一   | 4    | 7    | 2    | 1.35.8 | Clandestine      |
| 13/10/2002 | 日本          | 京都 | 草1400 |      | 龍膽賞           | 53   | 福永祐一   | 10   | 15   | 3    | 1.21.8 | Osumi Haruka     |
| 3/11/2002  | 日本          | 京都 | 草1400 | GIII | 夢幻錦標         | 54   | 池添謙一   | 8    | 12   | 2    | 1.22.4 | Peace of World   |
| 1/12/2002  | 日本          | 阪神 | 草1600 | GI   | 阪神兩歲牝馬錦標 | 54   | 池添謙一   | 8    | 18   | 4    | 1.35.1 | Peace of World   |
| 19/1/2003  | 日本          | 京都 | 草1400 | OP   | 紅梅錦標         | 54   | 河內洋     | 11   | 15   | 3    | 1.22.5 | 愛如往昔         |
| 8/3/2003   | 日本          | 阪神 | 草1600 | GIII | 鬱金香賞         | 54   | 池添謙一   | 9    | 16   | 4    | 1.36.2 | Osumi Haruka     |
| 13/4/2003  | 日本          | 阪神 | 草1600 | GI   | 櫻花賞           | 55   | 池添謙一   | 13   | 17   | 2    | 1.34.1 | 愛如往昔         |
| 25/4/2003  | 日本          | 東京 | 草2400 | GI   | 優駿牝馬         | 55   | 池添謙一   | 7    | 17   | 12   | 2.28.6 | 愛如往昔         |
| 4/10/2003  | 日本          | 阪神 | 草1600 | OP   | 港灣人工島錦標   | 52   | 福永祐一   | 4    | 13   | 5    | 1.34.7 | 礦之晨           |
| 26/10/2003 | 日本          | 福島 | 草1200 | OP   | 福島民友表       | 52   | 中館英二   | 13   | 16   | 3    | 1.07.4 | Atago Taisho     |
| 30/11/2003 | 日本          | 京都 | 草1200 | OP   | 仙女座錦標       | 53   | 池添謙一   | 7    | 12   | 2    | 1.10.5 | 金鎮之光         |
| 21/12/2003 | 日本          | 中京 | 草1200 | GII  | CBC賞            | 54   | 安藤光彰   | 5    | 16   | 1    | 1.08.5 | （波城茶座）     |
| 1/2/2004   | 日本          | 京都 | 草1600 | GIII | 京都牝馬錦標     | 56   | 池添謙一   | 8    | 16   | 4    | 1.34.4 | Cheers Message   |
| 29/2/2004  | 日本          | 阪神 | 草1200 | GIII | 阪急盃           | 56   | 池添謙一   | 10   | 16   | 2    | 1.08.5 | 陽光谷           |
| 28/3/2004  | 日本          | 中京 | 草1200 | GI   | 高松宮紀念       | 55   | 中舘英二   | 7    | 18   | 5    | 1.08.1 | 陽光谷           |
| 4/7/2004   | 日本          | 函館 | 草1200 | GIII | 函館短途錦標     | 54   | 池添謙一   | 14   | 15   | 1    | 1.09.4 | （金霸主）       |
| 3/10/2004  | 日本          | 中山 | 草1200 | GI   | 短途馬錦標       | 55   | 中館英二   | 13   | 16   | 7    | 1.10.9 | 金鎮之光         |
| 30/10/2004 | 日本          | 京都 | 草1400 | GII  | 天鵝錦標         | 56   | 池添謙一   | 11   | 18   | 6    | 1.22.1 | 玉藻精英         |
| 28/11/2004 | 日本          | 京都 | 草1200 | OP   | 仙女座錦標       | 56.5 | 池添謙一   | 5    | 18   | 5    | 1.09.1 | 動力無限         |
| 19/12/2004 | 日本          | 中京 | 草1200 | GII  | CBC賞            | 56   | 池添謙一   | 9    | 16   | 7    | 1.08.6 | 高雅茶座         |
| 1/5/2005   | 日本          | 新潟 | 草1400 | OP   | 谷川岳錦標       | 57   | 秋山真一郎 | 6    | 16   | 4    | 1.21.3 | 富士寧靜         |
| 21/5/2005  | 日本          | 中京 | 草1200 | OP   | 愛知電視公開賽   | 57   | 池添謙一   | 2    | 17   | 1    | 1:06.7 | （秀麗湖）       |
| 3/7/2005   | 日本          | 函館 | 草1200 | GIII | 函館短途錦標     | 55   | 池添謙一   | 2    | 16   | 1    | 1.09.0 | （Bold Brian）   |
| 2/10/2005  | 日本          | 中山 | 草1200 | GI   | 短途馬錦標       | 55   | 安藤勝己   | 6    | 16   | 12   | 1.08.1 | 精英大師         |
| 27/11/2005 | 日本          | 京都 | 草1200 | OP   | 仙女座錦標       | 57.5 | 池添謙一   | 14   | 18   | 9    | 1.09.0 | 馬壇奇蹟         |
| 24/11/2005 | 日本          | 中京 | 草1200 | GII  | CBC賞            | 55   | 池添謙一   | 1    | 14   | 3    | 1.08.7 | 大徵兆           |
| 4/3/2005   | 日本          | 中山 | 草1200 | GIII | 海洋錦標         | 55   | 池添謙一   | 10   | 16   | 9    | 1.09.3 | Native Heart     |
| 26/3/2006  | 日本          | 中京 | 草1200 | GI   | 高松宮紀念       | 55   | 池添謙一   | 13   | 18   | 3    | 1.08.3 | 我情可待         |
| 8/4/2006   | 日本          | 阪神 | 草1400 | GII  | 阪神牝馬錦標     | 55   | 秋山真一郎 | 8    | 12   | 6    | 1.22.4 | 萊茵力量         |
| 11/6/2006  | 日本          | 中京 | 草1200 | GIII | CBC賞            | 57   | 池添謙一   | 16   | 17   | 1    | 1.09.0 | （Wild Shout）   |
| 2/7/2006   | 日本          | 函館 | 草1200 | GIII | 函館短途錦標     | 56   | 池添謙一   | 6    | 13   | 2    | 1.09.5 | 女神之路         |
| 10/9/2006  | 日本          | 札幌 | 草1200 | GIII | 堅蘭盃           | 55   | 池添謙一   | 14   | 16   | 2    | 1.08.5 | 開心笑           |
| 10/9/2006  | 日本          | 中京 | 草1200 | GII  | 人馬錦標         | 55   | 池添謙一   | 18   | 18   | 1    | 1.08.6 | （兼併目標）     |
| 1/10/2006  | 日本          | 中山 | 草1200 | GI   | 短途馬錦標       | 55   | 池添謙一   | 5    | 16   | 8    | 1.08.7 | 兼併目標         |
| 10/12/2006 | 香港          | 沙田 | 草1200 | GI   | 香港短途錦標     | 55.5 | 池添謙一   | 14   | 13   | 10   | 1.09.9 | 騏綵             |
| 25/3/2007  | 日本          | 中京 | 草1200 | GI   | 高松宮紀念       | 55   | 池添謙一   | 1    | 18   | 8    | 1.09.6 | 鈴鹿鳳凰         |

## 退役後
退役後，藤田小姐成為了繁殖雌馬，於北海道新日高町藤正牧場休養，在2007年進行配種。首匹子嗣Susana Tosho於2008年出生，可於2010年出賽。2021年12月23日，Vertex在名古屋大獎賽取勝，成為首匹勝出分級賽的子嗣。
2015年10月，因藤正牧場關閉，其被轉移至北海道安平町北部牧場繼續休養。
2022年6月27日，確認受胎失敗後由繁殖雌馬退役，繼續於牧場內進行養老生活。
2023年1月7日，其因衰老死亡以23歲之齡死亡。

### 主要子嗣

#### 分級賽優勝子嗣
2017年生
- Vertex（名古屋大獎賽）

### 詳細繁殖資料
| 數目             | 馬名            | 出生年 | 性別 | 父系          | 練馬師                                                         | 馬主               | 戰績                         |
| ---------------- | --------------- | ------ | ---- | ------------- | -------------------------------------------------------------- | ------------------ | ---------------------------- |
| 首匹             | Susana Tosho    | 2008   | 雌   | 直布羅山      | 栗東・鶴留明雄                                                 | 藤正產業           | 11戰0冠1亞1季（退役・繁殖）  |
|                  | （流產）        |        |      | 大和主將      |                                                                |                    |                              |
|                  | （受胎失敗）    |        |      | French Deputy |                                                                |                    |                              |
| 多旺達           | （受胎失敗）    |        |      |               |                                                                |                    |                              |
| 第二匹           | Here's Tosho    | 2011   | 雌   | 富士奇蹟      | 栗東・池添兼雄                                                 | 藤正產業           | 3戰0冠0亞0季（退役・繁殖）   |
| 第三匹           | 滑雪道          | 2012   | 雄   | 約翰內斯      | 栗東・角田晃一 →美浦・土田稔                                   | 藤正產業           | 66戰6冠3亞4季（退役）        |
| 第四匹           | Tosho Gyro      | 2013   | 雄   | 大和主將      | 栗東・角田晃一 →美浦・土田稔                                   | 藤正產業           | 23戰2冠4亞2季（退役）        |
| 第五匹           | She Is Champ    | 2014   | 雌   | 野田尚城      | 大井・福永敏 →美浦・伊藤大士                                   | 山住勲             | 8戰2冠1亞季（退役）          |
| 第六匹           | She Is Daughter | 2015   | 雌   | 約翰內斯      | 栗東・杉山晴紀 →名古屋・川西毅                                 | 杉山忠國           | 9戰1冠亞1季（退役・繁殖）    |
| 第七匹           | 猛勇主將        | 2016   | 雄   | 大和主將      | 美浦・萩原清                                                   | Silk Racing Co Ltd | 20戰3冠3亞1季（退役）        |
| 第八匹           | Vertex          | 2017   | 雄   | 一路通        | 栗東・池江泰壽 →姬路・長南和宏 →栗東・吉岡辰彌 →大井・藤田輝信 | Silk Racing Co Ltd | 39戰6冠9亞（退役）分級賽一勝 |
| 第九匹           | He's All That   | 2018   | 雄   | Black Tide    | 栗東・藤原英昭                                                 | Silk Racing Co Ltd | 5戰0冠0亞0季（退役）         |
| 第十匹           | Fleet of Foot   | 2019   | 雌   | 拳壇奇蹟      | 美浦・奧村武                                                   | Silk Racing Co Ltd | 21戰2冠1亞3季（退役）        |
|                  | （流產）        |        |      | 大和主將      |                                                                |                    |                              |
|                  | （流產）        |        |      | 覓奇島        |                                                                |                    |                              |
|                  | （受胎失敗）    |        |      | 醋丈夫        |                                                                |                    |                              |
| 頌讚火星         | （受胎失敗）    |        |      |               |                                                                |                    |                              |
| Bricks and Motor | （受胎失敗）    |        |      |               |                                                                |                    |                              |
|                  | （受胎失敗）    |        |      | 一路通        |                                                                |                    |                              |
| 不撓真鋼         | （受胎失敗）    |        |      |               |                                                                |                    |                              |
| New Year's Day   | （受胎失敗）    |        |      |               |                                                                |                    |                              |

## 血統簡介
父系櫻花進王爲日本賽駒，生涯稱霸短途賽事，於1993及1994年連霸短途馬錦標。祖父Sakura Yutaka O亦爲日本賽駒，生涯戰績優秀，曾於1986年勝出秋季天皇賞。
母系Jane Tosho為日本賽駒，生涯三戰全敗。外祖父Tosho Fleet為日本賽駒，曾勝出公開賽級別的賽事。

### 血統表
| 父線：Tesco Boy系（Princely Gift系）                 |                                |               |                |
| 種馬 櫻花進王 1989年（棗色）                         | Sakura Yutaka O 1982年（栗色） | Tesco Boy     | Princely Gift  |
| 種馬 櫻花進王 1989年（棗色）                         | Sakura Yutaka O 1982年（栗色） | Tesco Boy     | Suncourt       |
| 種馬 櫻花進王 1989年（棗色）                         | Sakura Yutaka O 1982年（栗色） | Angelica      | Never Beat     |
| 種馬 櫻花進王 1989年（棗色）                         | Sakura Yutaka O 1982年（栗色） | Angelica      | Star Highness  |
| 種馬 櫻花進王 1989年（棗色）                         | Sakura Hogaromo 1984年（棗色） | 北方風味      | 北地舞人       |
| 種馬 櫻花進王 1989年（棗色）                         | Sakura Hogaromo 1984年（棗色） | 北方風味      | Lady Victoria  |
| 種馬 櫻花進王 1989年（棗色）                         | Sakura Hogaromo 1984年（棗色） | Clear Amber   | Ambiopoise     |
| 種馬 櫻花進王 1989年（棗色）                         | Sakura Hogaromo 1984年（棗色） | Clear Amber   | One Clear Call |
| 繁殖雌馬 Jane Tosho 1996年（棗色）                   | Tosho Fleet 1988年（棗色）     | Tosho Pegasus | Dandy Lute     |
| 繁殖雌馬 Jane Tosho 1996年（棗色）                   | Tosho Fleet 1988年（棗色）     | Tosho Pegasus | Reverse Tosho  |
| 繁殖雌馬 Jane Tosho 1996年（棗色）                   | Tosho Fleet 1988年（棗色）     | {{{mfm}}}     | Nizon          |
| 繁殖雌馬 Jane Tosho 1996年（棗色）                   | Tosho Fleet 1988年（棗色）     | {{{mfm}}}     | Girl Tosho     |
| 繁殖雌馬 Jane Tosho 1996年（棗色）                   | Cornice Tosho 1977年（栗色）   | Dandy Lute    | Luthier        |
| 繁殖雌馬 Jane Tosho 1996年（棗色）                   | Cornice Tosho 1977年（栗色）   | Dandy Lute    | Dentrelic      |
| 繁殖雌馬 Jane Tosho 1996年（棗色）                   | Cornice Tosho 1977年（栗色）   | Rose Tosho    | Tudo Period    |
| 繁殖雌馬 Jane Tosho 1996年（棗色）                   | Cornice Tosho 1977年（栗色）   | Rose Tosho    | Waka Shiraoki  |
| 雌系：號族：3-l                                      |                                |               |                |
| 五代內近親交配：Dandy Lute 3×4、Social Butterfly 5×5 |                                |               |                |

## 命名由來
名字中，She is（シーイズ）意思為「她是」，Tosho（トウショウ）則為馬主藤正產業之冠名，出自其公司名字，香港結合兩部分，翻譯為「藤田小姐」。

## 外部連結
- 藤田小姐 netkeiba.com
- 血統表